# Eohyrax
Eohyrax è un genere estinto di mammiferi notoungulati, appartenente ai tipoteri. Visse nell'Eocene medio (circa 45 - 38 milioni di anni fa) e i suoi resti fossili sono stati ritrovati in Sudamerica.

## Descrizione
Questo animale è noto principalmente per resti della dentatura, che fanno supporre l'esistenza di un animale simile per dimensioni a un procione (Procyon lotor) o forse a una volpe (Vulpes vulpes); l'aspetto doveva essere quello di una marmotta (Marmota marmota), a giudicare dal confronto con i fossili di animali simili e meglio conosciuti, come Archaeohyrax. Eohyrax era dotato di denti a corona molto alta (ipsodonti) nella regione delle guance.

## Classificazione
Il genere Eohyrax venne descritto per la prima volta da Florentino Ameghino nel 1901, sulla base di fossili ritrovati in Argentina. Il grande paleontologo ritene che questi fossili provenissero dal Cretaceo, e fu solo in seguito che i resti furono correttamente attribuiti a terreni eocenici. Allo stesso modo, Ameghino sbaglio l'attribuzione dei fossili: il paleontologo infatti riteneva che i mammiferi sudamericani fossili fossero gli antenati delle faune odierne degli altri continenti, e avvicinò quindi Eohyrax agli iraci (da qui il nome Eohyrax, "irace dell'aurora"). Fu solo in seguito che si riconobbero le reali affinità di Eohyrax con i notoungulati, in particolare con il grande gruppo dei tipoteri simili a roditori. In particolare, per lungo tempo Eohyrax è stato avvicinato al genere Archaeohyrax e considerato un membro degli Archaeohyracidae, una famiglia considerata ancestrale al gruppo degli egetoteri. Ulteriori ricerche hanno indicato che gli Archaeohyracidae sono un gruppo parafiletico, e che lo stesso Eohyrax è un membro basale di un clade composto anche dai mesoteriidi e dai veri egetoteri. 
Al genere Eohyrax sono state attribuite numerose specie: dopo la specie tipo Eohyrax rusticus, Ameghino descrisse E.brachyodus, E. isotemnoides, E. platyodus, E. praerusticus. È probabile, tuttavia, che molte di queste specie siano da considerare identiche alla specie tipo.